# Delray Beach International Tennis Championships 2013 - Qualificazioni singolare
Le qualificazioni del singolare  del Delray Beach International Tennis Championships 2013 sono state un torneo di tennis preliminare per accedere alla fase finale della manifestazione. I vincitori dell'ultimo turno sono entrati di diritto nel tabellone principale. In caso di ritiro di uno o più giocatori aventi diritto a questi sono subentrati i lucky loser, ossia i giocatori che hanno perso nell'ultimo turno ma che avevano una classifica più alta rispetto agli altri partecipanti che avevano comunque perso nel turno finale.

## Teste di serie
1. Ričardas Berankis (ultimo turno, Lucky Loser)
2. Tim Smyczek (qualificato)
3. Ernests Gulbis (qualificato)
4. Ruben Bemelmans (primo turno, ritirato)

1. Vasek Pospisil (primo turno)
2. Gastão Elias (ultimo turno)
3. Frank Dancevic (secondo turno)
4. Thiago Alves (primo turno)

## Qualificati
1. Bobby Reynolds
2. Tim Smyczek

1. Ernests Gulbis
2. Daniel Muñoz de la Nava

## Lucky Loser
1. Ričardas Berankis

## Tabellone qualificazioni

### 1ª sezione
|  | Primo turno    | Primo turno       | Primo turno       | Primo turno | Primo turno |  |  | Secondo turno | Secondo turno     | Secondo turno  | Secondo turno  | Secondo turno  |   |   | Ultimo turno | Ultimo turno      | Ultimo turno      | Ultimo turno | Ultimo turno |  |
|  |                |                   |                   |             |             |  |  |               |                   |                |                |                |   |   |              |                   |                   |              |              |  |
|  | 1              | Ričardas Berankis | Ričardas Berankis | 6           | 6           |  |  |               |                   |                |                |                |   |   |              |                   |                   |              |              |  |
|  | WC             | Sekou Bangoura    | Sekou Bangoura    | 4           | 2           |  |  | 1             | Ričardas Berankis | 2              | 6              | 6              |   |   |              |                   |                   |              |              |  |
|  | WC             | Juan Rocha        | Juan Rocha        | 1           | 3           |  |  |               | Denis Zivkovic    | 6              | 2              | 1              |   |   |              |                   |                   |              |              |  |
|  |                | Denis Zivkovic    | Denis Zivkovic    | 6           | 6           |  |  |               |                   |                |                |                |   |   | 1            | Ričardas Berankis | Ričardas Berankis | 69           | 63           |  |
|  | Miša Zverev    | Miša Zverev       | 6                 | 4           | 0r          |  |  |               |                   |                | Bobby Reynolds | Bobby Reynolds | 7 | 7 |              |                   |                   |              |              |  |
|  | Bobby Reynolds | Bobby Reynolds    | 2                 | 6           | 1           |  |  |               | Bobby Reynolds    | Bobby Reynolds | 6              | 7              |   |   |              |                   |                   |              |              |  |
|  |                | Marek Michalicka  | Marek Michalicka  | 4           | 3           |  |  | 7             | Frank Dancevic    | Frank Dancevic | 3              | 5              |   |   |              |                   |                   |              |              |  |
|  | 7              | Frank Dancevic    | Frank Dancevic    | 6           | 6           |  |  |               |                   |                |                |                |   |   |              |                   |                   |              |              |  |

### 2ª sezione
|  | Primo turno   | Primo turno    | Primo turno    | Primo turno | Primo turno |  |  | Secondo turno  | Secondo turno  | Secondo turno  | Secondo turno | Secondo turno |   |   | Ultimo turno | Ultimo turno | Ultimo turno | Ultimo turno | Ultimo turno |  |
|  |               |                |                |             |             |  |  |                |                |                |               |               |   |   |              |              |              |              |              |  |
|  | 2             | Tim Smyczek    | Tim Smyczek    | 6           | 7           |  |  |                |                |                |               |               |   |   |              |              |              |              |              |  |
|  |               | Robby Ginepri  | Robby Ginepri  | 2           | 5           |  |  | 2              | Tim Smyczek    | Tim Smyczek    | 7             | 6             |   |   |              |              |              |              |              |  |
|  | Érik Chvojka  | Érik Chvojka   | Érik Chvojka   | 1           | 3           |  |  |                | Bradley Klahn  | Bradley Klahn  | 64            | 3             |   |   |              |              |              |              |              |  |
|  | Bradley Klahn | Bradley Klahn  | Bradley Klahn  | 6           | 6           |  |  |                |                |                |               |               |   |   | 2            | Tim Smyczek  | 6            | 4            | 6            |  |
|  | PR            | Caio Zampieri  | Caio Zampieri  | 4           | 1           |  |  |                |                |                | Denis Kudla   | 4             | 6 | 4 |              |              |              |              |              |  |
|  |               | Denis Kudla    | Denis Kudla    | 6           | 6           |  |  | Denis Kudla    | Denis Kudla    | Denis Kudla    | 6             | 6             |   |   |              |              |              |              |              |  |
|  |               | Chase Buchanan | Chase Buchanan | 7           | 7           |  |  | Chase Buchanan | Chase Buchanan | Chase Buchanan | 2             | 1             |   |   |              |              |              |              |              |  |
|  | 5             | Vasek Pospisil | Vasek Pospisil | 5           | 5           |  |  |                |                |                |               |               |   |   |              |              |              |              |              |  |

### 3ª sezione
|  | Primo turno    | Primo turno       | Primo turno       | Primo turno | Primo turno |  |  | Secondo turno  | Secondo turno  | Secondo turno  | Secondo turno  | Secondo turno |   |   | Ultimo turno | Ultimo turno   | Ultimo turno | Ultimo turno | Ultimo turno |  |
|  |                |                   |                   |             |             |  |  |                |                |                |                |               |   |   |              |                |              |              |              |  |
|  | 3              | Ernests Gulbis    | Ernests Gulbis    | 6           | 6           |  |  |                |                |                |                |               |   |   |              |                |              |              |              |  |
|  |                | Daniel Kosakowski | Daniel Kosakowski | 3           | 4           |  |  | 3              | Ernests Gulbis | Ernests Gulbis | 7              | 6             |   |   |              |                |              |              |              |  |
|  | Alex Kuznetsov | Alex Kuznetsov    | Alex Kuznetsov    | 2           | 3           |  |  |                | Illja Marčenko | Illja Marčenko | 62             | 4             |   |   |              |                |              |              |              |  |
|  | Illja Marčenko | Illja Marčenko    | Illja Marčenko    | 6           | 6           |  |  |                |                |                |                |               |   |   | 3            | Ernests Gulbis | 64           | 7            | 6            |  |
|  | WC             | Jared Hiltzik     | Jared Hiltzik     | 3           | 4           |  |  |                |                |                | Denys Molčanov | 7             | 5 | 4 |              |                |              |              |              |  |
|  |                | Andrej Golubev    | Andrej Golubev    | 6           | 6           |  |  | Andrej Golubev | Andrej Golubev | Andrej Golubev | 4              | 5             |   |   |              |                |              |              |              |  |
|  |                | Denys Molčanov    | 6(1)              | 6           | 7           |  |  | Denys Molčanov | Denys Molčanov | Denys Molčanov | 6              | 7             |   |   |              |                |              |              |              |  |
|  | 8              | Thiago Alves      | 7                 | 4           | 5           |  |  |                |                |                |                |               |   |   |              |                |              |              |              |  |

### 4ª sezione
|  | Primo turno        | Primo turno             | Primo turno     | Primo turno | Primo turno |  |  | Secondo turno           | Secondo turno           | Secondo turno           | Secondo turno | Secondo turno |   |   | Ultimo turno | Ultimo turno            | Ultimo turno            | Ultimo turno | Ultimo turno |  |
|  |                    |                         |                 |             |             |  |  |                         |                         |                         |               |               |   |   |              |                         |                         |              |              |  |
|  | 4                  | Ruben Bemelmans         | 0               | 0           | r           |  |  |                         |                         |                         |               |               |   |   |              |                         |                         |              |              |  |
|  |                    | Daniel Muñoz de la Nava | 6               | 0           |             |  |  | Daniel Muñoz de la Nava | Daniel Muñoz de la Nava | Daniel Muñoz de la Nava | 7             | 6             |   |   |              |                         |                         |              |              |  |
|  | Donald Young       | Donald Young            | 7               | 62          | 6           |  |  | Donald Young            | Donald Young            | Donald Young            | 65            | 3             |   |   |              |                         |                         |              |              |  |
|  | Alex Bogomolov Jr. | Alex Bogomolov Jr.      | 65              | 7           | 3           |  |  |                         |                         |                         |               |               |   |   |              | Daniel Muñoz de la Nava | Daniel Muñoz de la Nava | 6            | 6            |  |
|  | Dustin Brown       | Dustin Brown            | Dustin Brown    | 4           | 2           |  |  |                         |                         | 6                       | Gastão Elias  | Gastão Elias  | 2 | 4 |              |                         |                         |              |              |  |
|  | Ryan Sweeting      | Ryan Sweeting           | Ryan Sweeting   | 6           | 6           |  |  |                         | Ryan Sweeting           | 3                       | 6             | 4             |   |   |              |                         |                         |              |              |  |
|  | WC                 | Michael McClune         | Michael McClune | 3           | 67          |  |  | 6                       | Gastão Elias            | 6                       | 3             | 6             |   |   |              |                         |                         |              |              |  |
|  | 6                  | Gastão Elias            | Gastão Elias    | 6           | 7           |  |  |                         |                         |                         |               |               |   |   |              |                         |                         |              |              |  |